# Komet (Schiff, 1969)
Die Komet ist ein ehemaliges Vermessungsschiff des Bundesamtes für Seeschifffahrt und Hydrographie (BSH) in Hamburg.

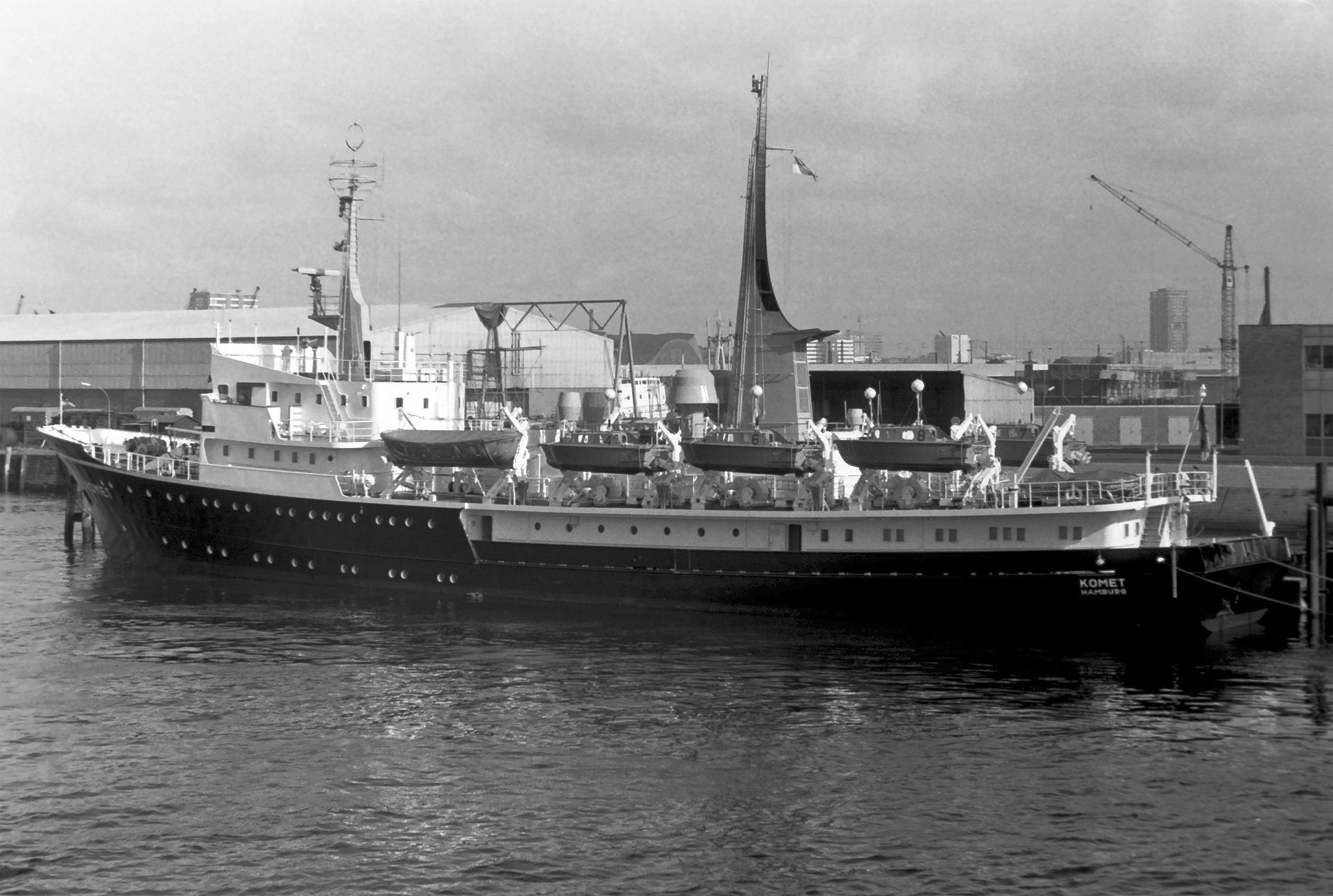
Komet 1969 in Hamburg

## Geschichte
Das Schiff wurde 1969 auf der Jadewerft in Wilhelmshaven gebaut. Die Kiellegung erfolgte am 16. Mai 1968. Getauft wurde es am 24. Januar 1969. Taufpatin war Erna-Maria Leber, die Frau des damaligen Bundesministers für Verkehr, Georg Leber. Das Schiff, das Anfang August 1969 fertiggestellt worden war, wurde am 26. August in Dienst gestellt.
An Bord des Schiffes, das von einer 32 Mann starken Besatzung betrieben wurde, war Platz für insgesamt 46 Personen in 17 Doppel- und 12 Einzelkabinen.
Das Schiff verfügte über einen Einsatzradius von 12.000 Seemeilen bei einer Geschwindigkeit von 10 Knoten.
Benannt war das Schiff nach den kleinen Himmelskörpern, den Kometen.

## Technische Daten und Ausstattung
Das Schiff wurde von zwei MTU-Dieselmotoren mit jeweils 1.400 kW Leistung angetrieben. Die beiden Motoren wirkten über ein Getriebe auf einen Verstellpropeller mit einem Flossenruder. Das Schiff erreichte so damit eine Geschwindigkeit von bis zu 15 kn.
Darüber hinaus verfügte das Schiff über ein Bugstrahlruder.
Auf dem Vordeck befanden sich zwei Ladebäume, ein Arbeitskran befand sich auf dem Bootsdeck.

### Vermessungsboote
Für Vermessungsarbeiten war das Schiff mit sechs Vermessungsbooten ausgerüstet, die über Davits mit Seegangsfolgeeinrichtung ausgesetzt werden konnten. Die Boote waren 6,7 m lang und wurden von einem Volvo-Penta-Aquamatic-Dieselmotor mit einer Leistung von 96 kW angetrieben. Die Boote erreichten damit eine Geschwindigkeit von maximal 18 kn. Die Boote waren u. a. mit Vermessungsloten ausgerüstet.
Die Vermessungsboote konnten unabhängig von der Komet arbeiten, welche als Einsatzbasis diente.

## Verbleib des Schiffes
Gegen Ende der 1990er-Jahre wurde das Schiff vom Bundesamt für Seeschifffahrt und Hydrographie außer Dienst gestellt und verkauft. Zunächst war das Schiff für längere Zeit in Cuxhaven aufgelegt. Schließlich wurde es von Eagle Shipping Ltd. auf den Britischen Jungferninseln gekauft und als One Eagle unter der Flagge von St. Vincent und den Grenadinen (Rufzeichen: J8WE8, Heimathafen: Kingstown) gebracht, blieb jedoch in Cuxhaven aufgelegt.
Im Jahr 2000 wurde die One Eagle für eine im August des Jahres durchgeführte Tauchexpedition („Rabe-Bemis Tauchexpedition“) zu der 1994 in der Ostsee gesunkenen Fähre Estonia gechartert.
Von Eagle Shipping wurde das Schiff 2004 schließlich für circa 2,5 Millionen US$ weiterverkauft und bis 2006 in Taiwan zur Megayacht Amadeus umgebaut. Ende 2015 wurde die Yacht weiterverkauft. Neuer Name wurde Felix. Seit 2021 heißt die Yacht Redemption.
Die Yacht bietet Platz für zwölf Passagiere. Der Antrieb erfolgt durch zwei Caterpillar-Dieselmotoren mit zusammen 2760 kW Leistung, die auf zwei Propeller wirken.